# Weschnitz
Die Weschnitz ist ein 58,9 Kilometer langer, rechter Nebenfluss des Rheins im Süden Hessens und Norden Baden-Württembergs.

## Flussname
Der Name „Weschnitz“ wird auf Visucius zurückgeführt, den Namen eines keltischen Flussgottes. Näheres ist an der Walpurgiskapelle in Fürth erläutert. Diese Kapelle steht an einem einstigen Kultort der Kelten, in der Nähe schürfte man damals Erz. Derartige Kapellen an alten vorchristlichen Kultstätten sind nicht selten, man denke an die Michaeliskapelle auf dem Heiligenberg bei Heidelberg. Große Steinkreuze im Odenwald sind oft ein Hinweis auf eine heidnische Stätte, denn mancher Menhir wurde nach der Christianisierung zu einem Kreuz umgemeißelt.
Auf die Weschnitz wird mit Wiscoz, Wisgots oder ähnlichen Schreibweisen in zahlreichen Urkunden des Lorscher Codex als Referenz für die Lage des Klosters Lorsch Bezug genommen. Auch in anderen lateinischen Publikationen erscheint dieser Name.
Der Name könnte mit dem indogermanischen Verb *ṷeis- „fließen“ in Zusammenhang stehen.

## Geographie

### Verlauf
Die Weschnitz entspringt im Odenwald, im Ortsteil Hammelbach der Gemeinde Grasellenbach, östlich des 536 Meter hohen Wagenbergs der Weschnitz-Quelle. Ihre gefasste Quelle liegt auf einem ausgeschilderten Freizeitgelände mit See und Grillhütte.
Sie fließt zunächst ein kleines Stück bis zur Ortschaft Weschnitz nach Norden und wendet sich dann in einem U-Bogen, dem die B 460 folgt, nach Südwesten, bricht dabei auf zwei Kilometer Länge in einem engen Kerbtal zwischen dem 399 Meter hohen Krehberg im Süden und dem 435 Meter hohen Kohlwald im Norden durch den Tromm-Odenwald, um weiter über Fürth und später entlang der B 38 über Rimbach, Mörlenbach und Birkenau Weinheim zu erreichen. Zwischen Fürth und Birkenau weitet sich der Vordere Odenwald zur Weschnitzsenke. Das Gebiet des hier vorherrschenden relativ weichen und verwitterungsanfälligen Granodioritgesteins hat nach dem Fluss die Bezeichnung Weschnitzpluton erhalten. In Weinheim, wo die Weschnitz den Odenwald verlässt und in die Oberrheinische Tiefebene eintritt, knickt sie in einem neuen Bogen in Richtung Nordwesten ab. Dabei teilt sie sich in zwei Arme auf, die Alte Weschnitz und die Neue Weschnitz und bildet so die etwa zehn Kilometer lange Weschnitzinsel, unterquert die B 3 und bei Hemsbach die A 5. Sie fließt weiter nach Lorsch, wo ihre beiden Arme sich wieder vereinen, verläuft ein kleines Stück wiederum entlang der B 460 und kreuzt danach die B 47 sowie die A 67.
Danach erreicht sie die Gemeinden Einhausen und Biblis, um schließlich in der Nähe des abgeschalteten Kernkraftwerkes Biblis in den Rhein zu münden.
Im Odenwälder Abschnitt zwischen Fürth und Weinheim verläuft die nach dem Fluss benannte Weschnitztalbahn.

### Zuflüsse
Von der Quelle zur Mündung. Auswahl, insbesondere ab der Flussteilung in Weinheim. Nach dieser laufen den Zweigen bzw. dem wiedervereinten Lauf viele fast parallele Kunstgräben zu, die oft ohne rechten Eigennamen sind („Neugraben“ u. ä.). Längen- und Einzugsgebietsflächen wo aufgeführt nach LUBW-FG10 bzw. LUBW-GEZG.
- Brombach, von links bei Fürth im Odenwald-Brombach
- Krumbach, von rechts beim Bad am Nordrand von Fürth
- Kröckelbach, von links in Fürth
- Steinbach, von links in Fürth
- Schlierbach, von rechts in Fürth, 8,391 km und 18,751 km²
- Fahrenbach, von links in Fürth-Fahrenbach.
- Lörzenbach, von rechts am Nordrand von Rimbach
- Rimbach, von links in Rimbach
- Albersbach, von rechts am Südrand von Rimbach
- Zotzenbach, von links nordwestlich von Rimbach-Zotzenbach
- Groß-Breitenbacher Bach oder Holzgraben, von rechts in Mörlenbach-Groß-Breitenbach
- Erbach, von links in Mörlenbach-Klein-Breitenbach
- Mörlenbach, von links in Mörlenbach, 9,344 km und 15,357 km²
- Ederbach, von rechts bei Mörlenbach-Klein-Breitenbach
- Bettenbach, von rechts bei Mörlenbach-Bettenbach
- Mumbach, von rechts nach der Mörlenbacher Kläranlage, 5,734 km
- (Bach an dem Brunkel), von rechts vor Birkenau-Reisen
- Schimbach, von links in Reisen
- Hornbach, von links bei Birkenau-Hornbach
- Grambach, von links in Birkenau
- Liebersbach, von rechts in Birkenau, 7,089 km
- Kallstädter Bach, von links in Birkenau, 6,742 km
- Grundelbach, von links in Weinheim, 10,864 km und 5,388 km²
- → (Abgang der Alten Weschnitz), nach links am Weinheimer Bahnhof, rechts läuft die Weschnitz ab hier als Neue Weschnitz. Beide Zweige fließen bald zwischen Dämmen
- Neugraben, von rechts in die Neue Weschnitz an der Querung der L 3398 Heppenheim-Hüttenfeld, 9,331 km
- Schwalbenzahl, von rechts in die Neue Weschnitz, 1,334 km; rechter Unterlaufarm des vorigen
- Lange Wiese, von rechts in die Alte Weschnitz bei Lorsch, 5,777 km
- ← (Rücklauf der Alten Weschnitz), von links in die Neue Weschnitz kurz danach, 12,665 km
- Stadtbach, von rechts westlich von Heppenheim
- Landgraben, am Oberlauf Äpfelbach oder Apfelbach, von links in die wiedervereinte Weschnitz kurz danach, 23,657 km. Quelle des Oberlaufs unter der Ursenbacher Höhe, größter Teil des Laufes in der Rheinebene als Graben
- Meerbach, von rechts kurz nach der Mündung des Landgrabens bei Lorsch, 14 km und 21,622 km².
- Sallengraben, von rechts nordöstlich von Lorsch nahe der Kreuzung B 47/B 460
- Neuer Graben, von rechts am Weschnitzbogen nördlich von Lorsch an der sogenannten Wattenheimer Brücke
- Halbmaasgraben, von rechts nach Wattenheim, 6,894 km. Läuft bis etwas vor Wattenheim linksseits und unterquert dann die Weschnitz

## Geschichte
Im Altertum nutzte die Weschnitz im Hessischen Ried das Flussbett des Ur-Neckars und mündete bei Trebur in den Rhein, also wesentlich weiter nördlich als heute. Erst in historischer Zeit bekam sie den jetzigen Verlauf, indem sie die Dünenhügel bei Lorsch durchbrach. An ihrer Mündung lag die Burg Stein.
Nach den großen Hochwassern mit Dammbrüchen 1882/83, 1922 und 1955 an Weschnitz und Winkelbach wurde 1958 der Weschnitz-Verband gegründet. Bereits 1956 wurden auf Veranlassung der hessischen Landesregierung alle Entwürfe zu einem geregelten Hochwasserabfluss zunächst der Weschnitz und anschließend der Lauter und des Winkelbaches zusammengestellt. In der Trägerschaft des Weschnitz-Verbandes wurde in den Jahren 1958 bis 1970 ein Bündel von Baumaßnahmen verwirklicht. Dieses reichte von Dammerhöhungen bis zum Bau von sechs Hochwasserrückhaltebecken, davon fünf im Odenwald und eines im Ried. Aus den beiden Wasserregulierungsverbänden Weschnitz und Lauter-Winkelbach entstand am 1. Januar 2001 der „Gewässerverband Bergstraße“.
Zum Schutz des großen Brachvogels wurde das Naturschutzgebiet Weschnitzinsel 1979 ausgewiesen.
In den Jahren 2006/2007 gestaltete man im Bereich des Ortes Einhausen den Weschnitzgraben etwas um. Man beließ es zwar beim früher vertieften Bachbett und dem vorgefundenen Bachlauf, weitete den aber etwas auf und legte dem Bach hier größere Felsbrocken als Hindernisse in den Weg. Auch Dämme wurden teilweise neu bepflanzt, um den Wasserlauf und seine unmittelbare Umgebung zu verschönern. Absicht bei diesen Veränderungen war es also nicht so sehr, dem Bach seine ursprüngliche Gestalt wiederzugeben, als vielmehr an ihm einen Erlebnisraum zu schaffen, weshalb man auch an manchen Stellen das Bachufer zugänglich machte. Seitdem kann man im Sommer Kinder am Wasser spielen sehen.

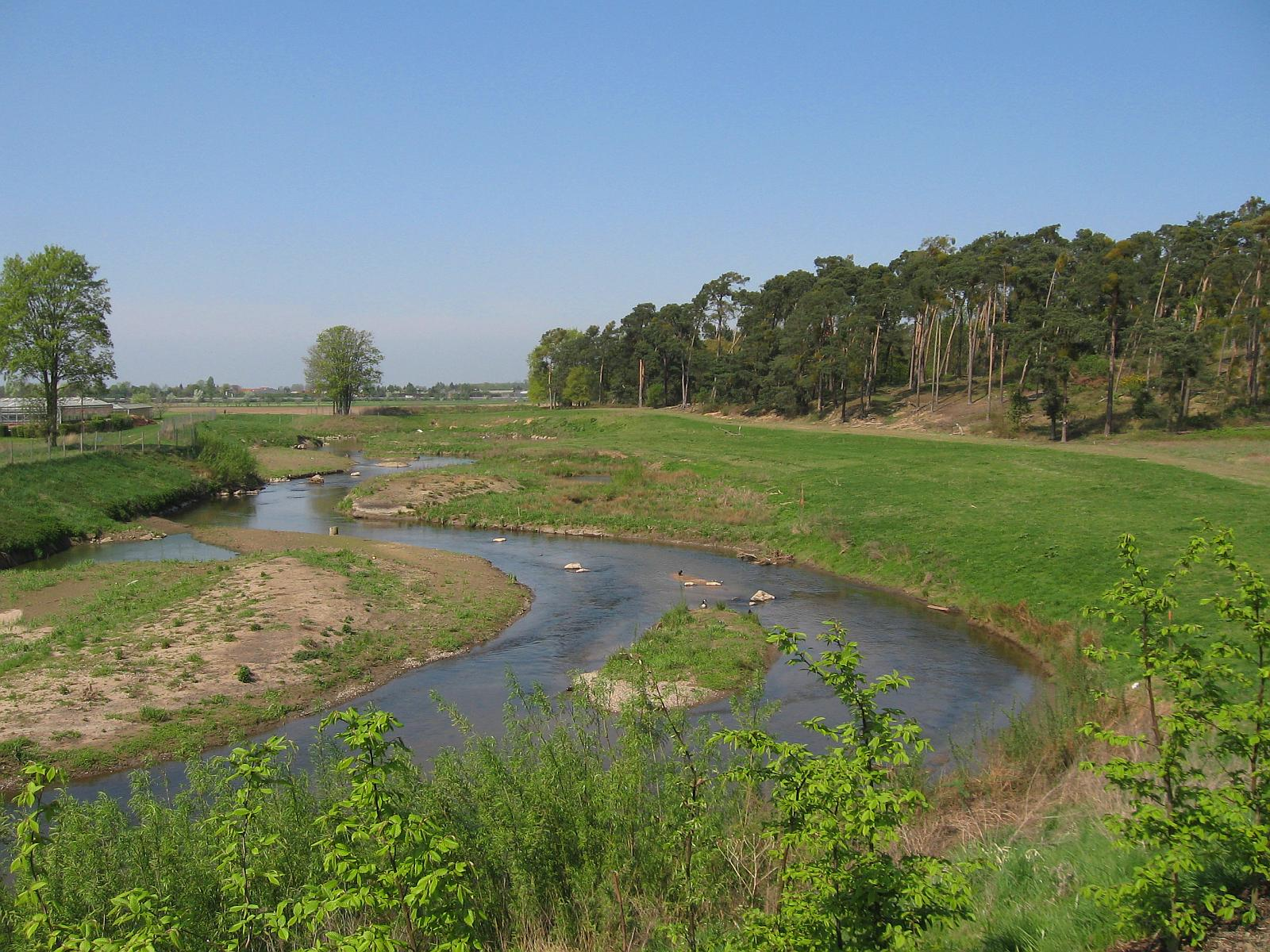
Blick auf den renaturierten Bereich der Weschnitz unterhalb der Wattenheimer Brücke

Im März 2007 begann dann die Stadt Lorsch im Bereich unterhalb der Wattenheimer Brücke damit, die Weschnitz zu renaturieren. Dazu wurden ca. 30.000 Kubikmeter Erde bewegt. Der nördliche Weschnitzdamm wurde zurückgebaut, damit sich ein Biotop bilden konnte. Die Renaturierung, deren Kosten bei 470.000 Euro lagen, geschah zum Ausgleich für die Erschließung des Lorscher Gewerbegebietes „Daubhart“. Die Weschnitz erhielt deutlich mehr Platz, um Mäander ausbilden zu können. Es wurden Ablaichplätze für die Nasen-Fische geschaffen, die sich dort angesiedelt haben. Am Flussufer pflanzte man Schwarz-Pappeln neu an. Archäologen begleiteten die Bauarbeiten rund um die Wattenheimer Brücke. Sie hofften auf Funde aus der Keltenzeit, wie etwa Tonscherben und Reste von Speerspitzen.
Die Wasserqualität der Weschnitz hat sich in den vergangenen Jahren merklich verbessert. Inzwischen wird an der Wattenheimer Brücke nahezu die Gewässergüte eins erreicht.
Im Jahr 2017 wurde im Naturschutzgebiet Weschnitzinsel (Polder Lorsch) der Fluss auf rund 5 km Länge renaturiert. Es entstand zwischen den beiden eng eingedeichten, kanalisierten Flussarmen ein neues, naturnahes Flussbett. Die Weschnitz kann hier bei hohem Wasserstand nun im Gebiet des Polder Lorsch frei über die Ufer treten. Ziel der Großmaßnahme war es, die Lebensbedingungen für auf Feuchtgebiete spezialisierte Vogelarten im Schutzgebiet zu verbessern. Neben den heimischen Arten sollen auch Zugvögel bessere Bedingungen für eine Rast vorfinden.

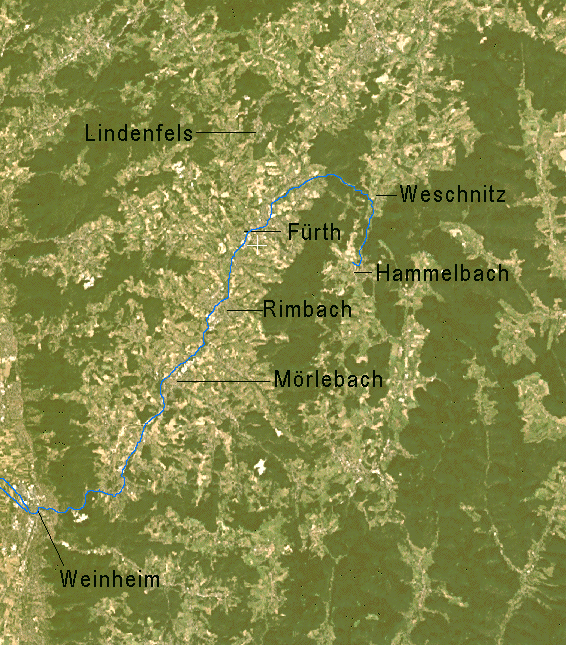
Weschnitztal im Odenwald nach einem Satellitenbild
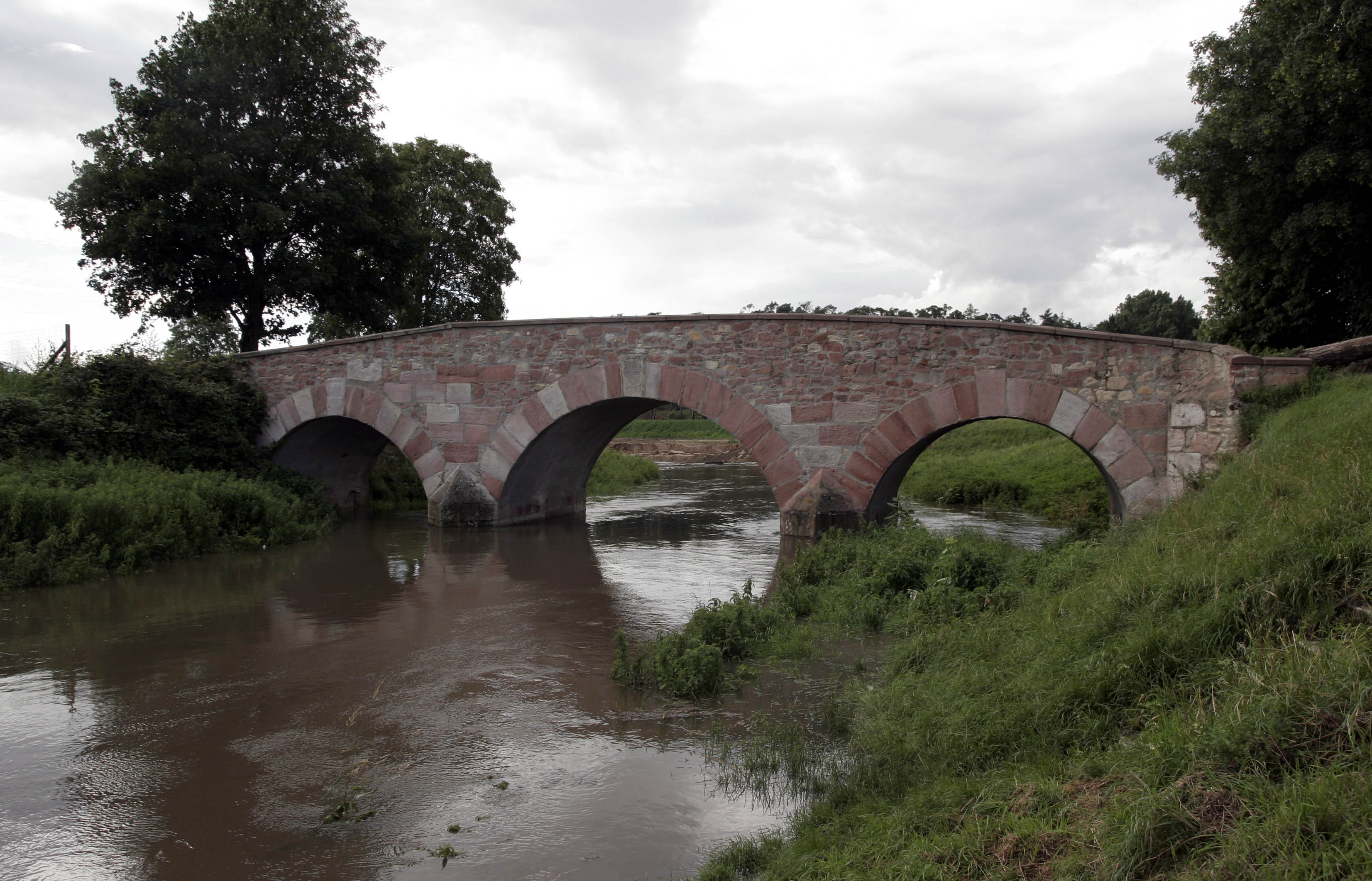
Die Wattenheimer Brücke führt bei Lorsch über die Weschnitz
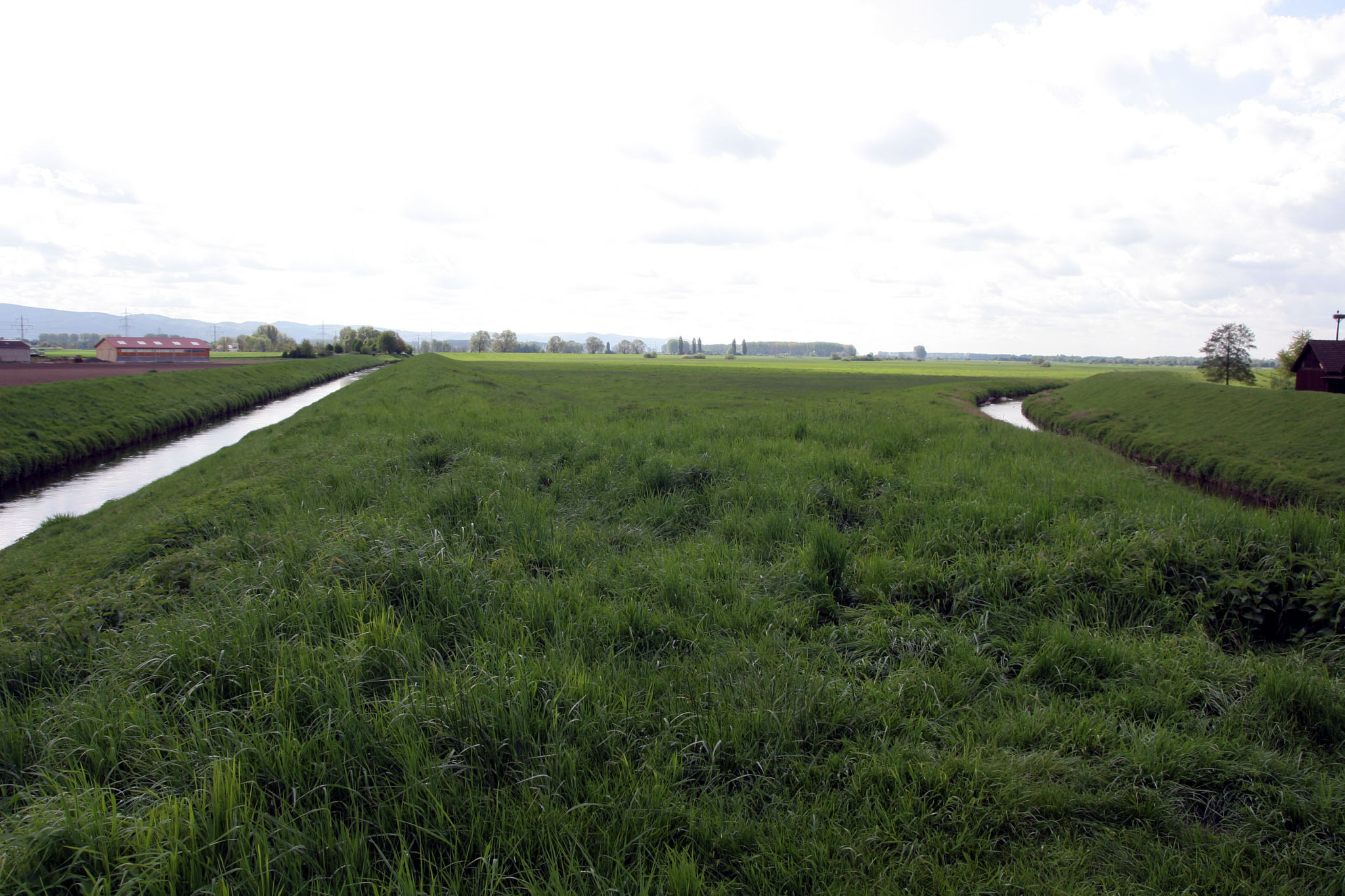
Blick auf die Weschnitzinsel von der nördlichen Spitze des Naturschutzgebietes aus (vor der Renaturierung 2017). Links die Neue Weschnitz und rechts die Alte Weschnitz.
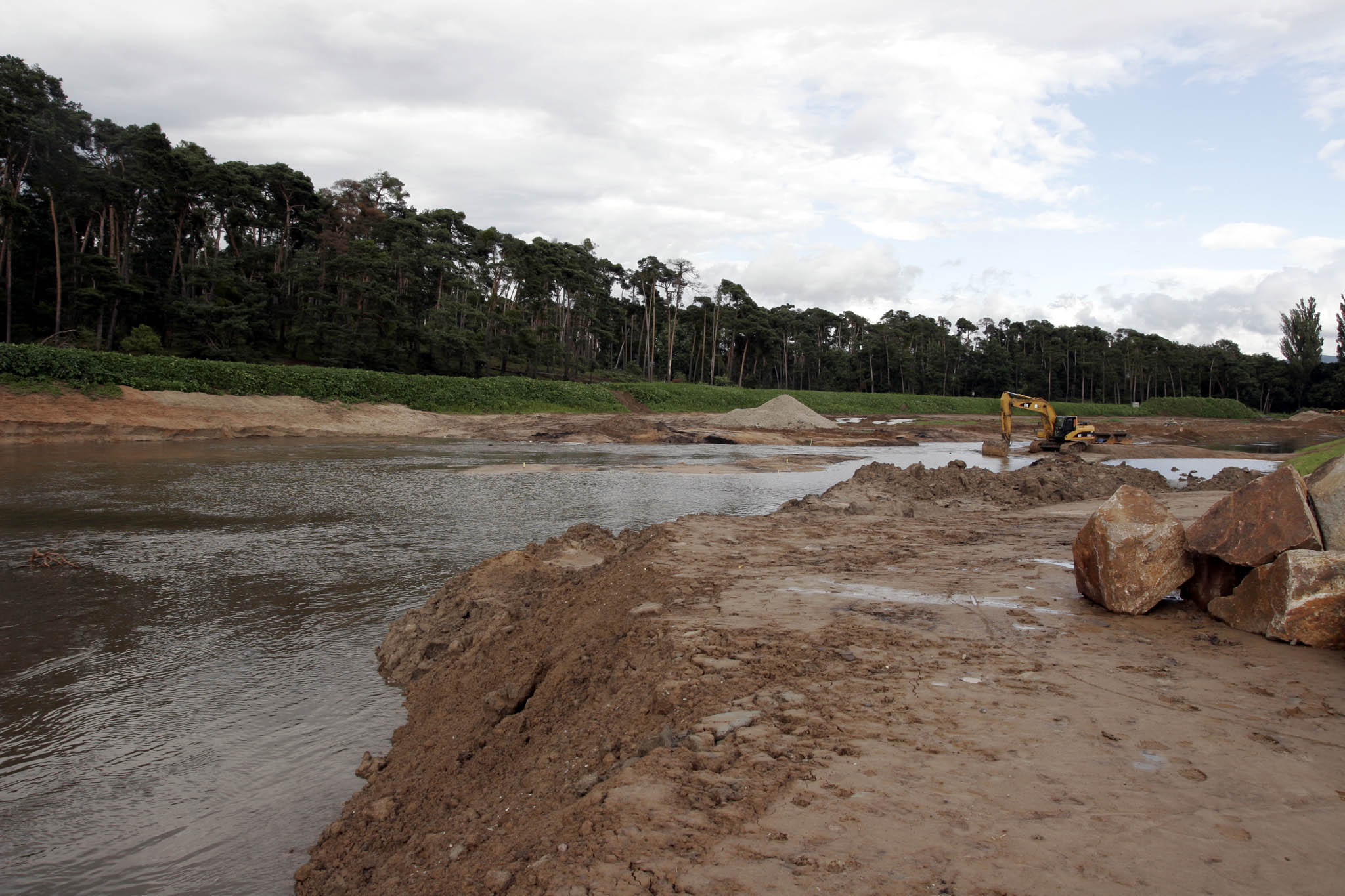
Die im März 2007 begonnenen Renaturierungsmaßnahmen an der Weschnitz bei Lorsch im Juni 2007
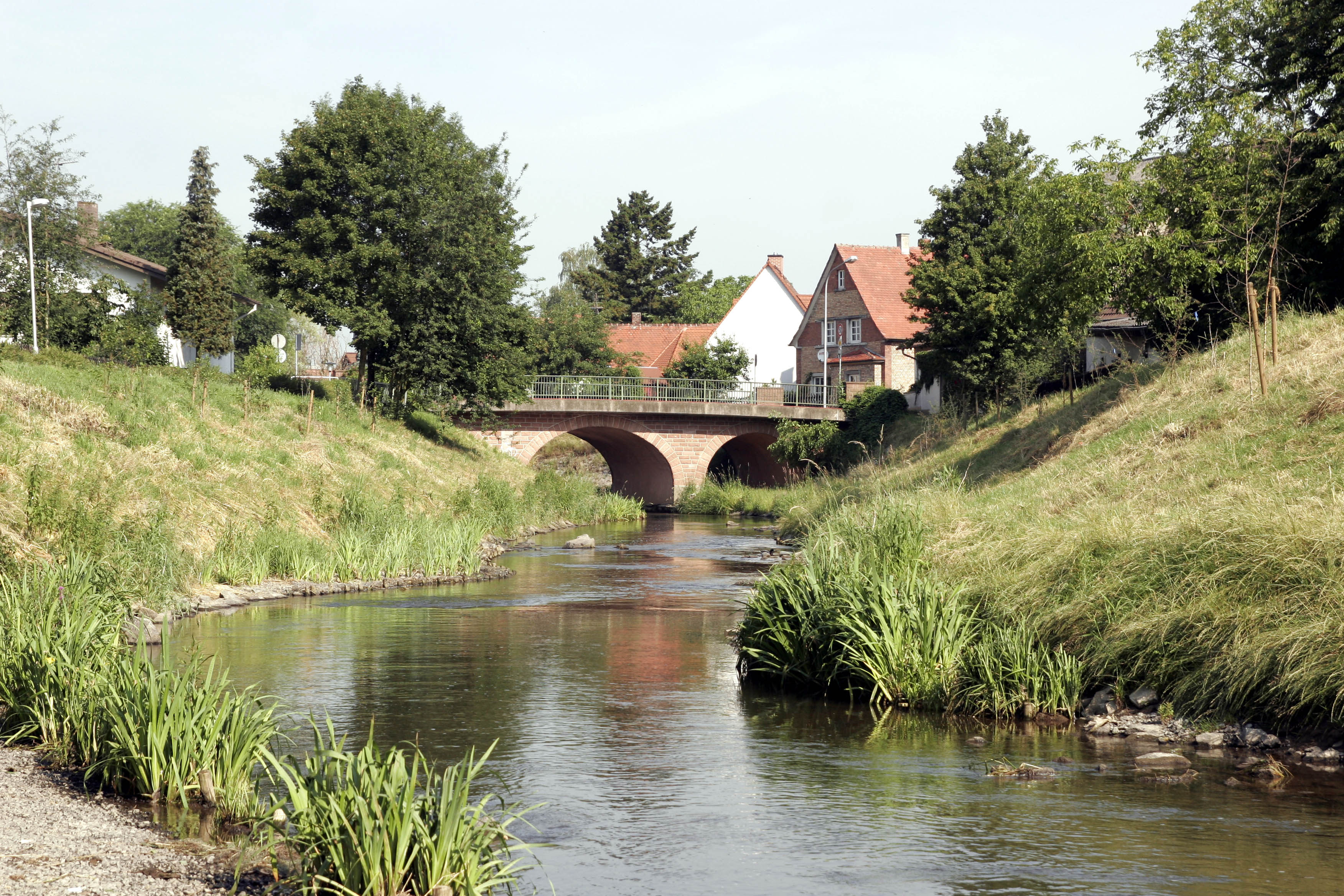
Der neugestaltete Bachlauf der Weschnitz in Einhausen
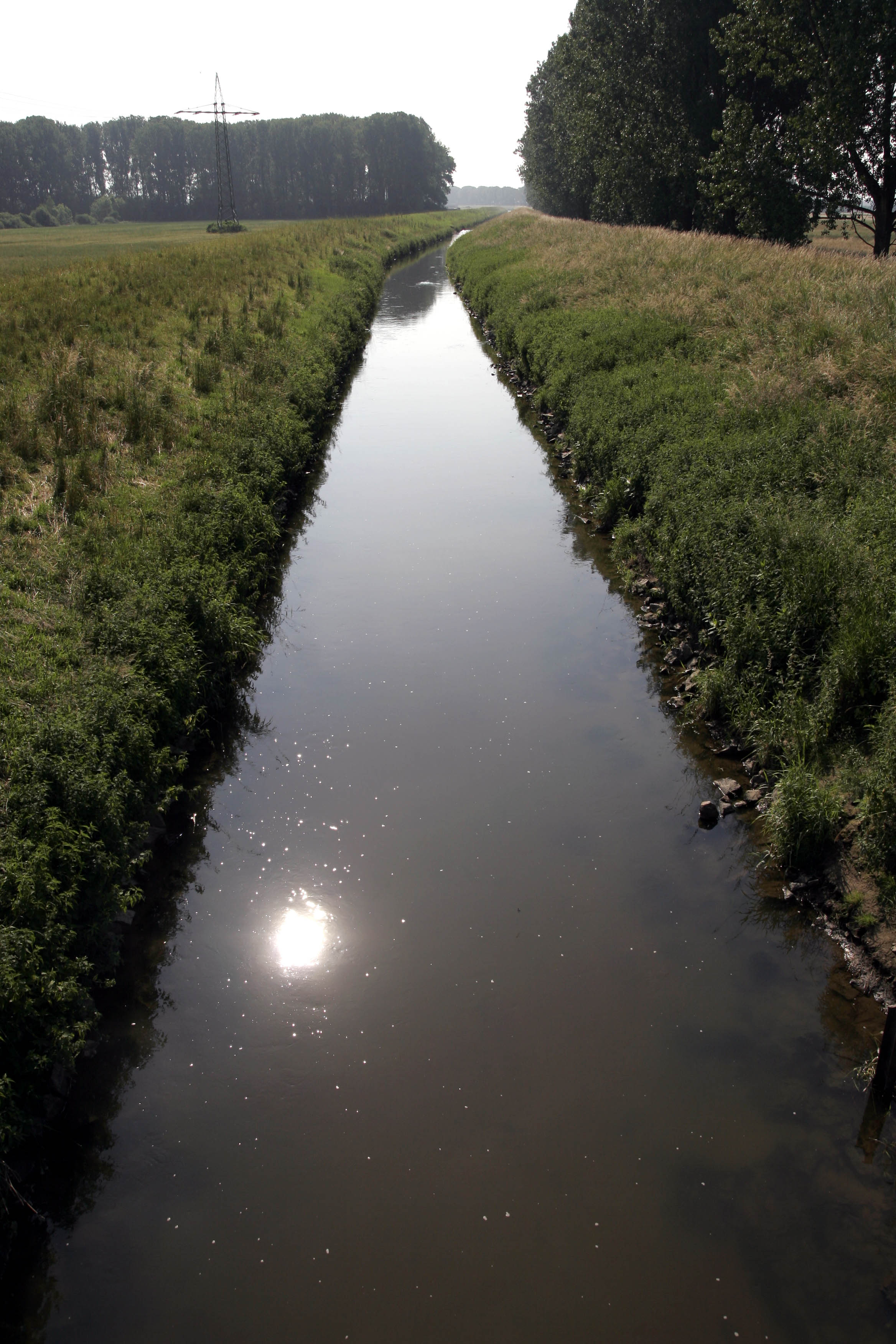
Die begradigte Weschnitz bei Biblis
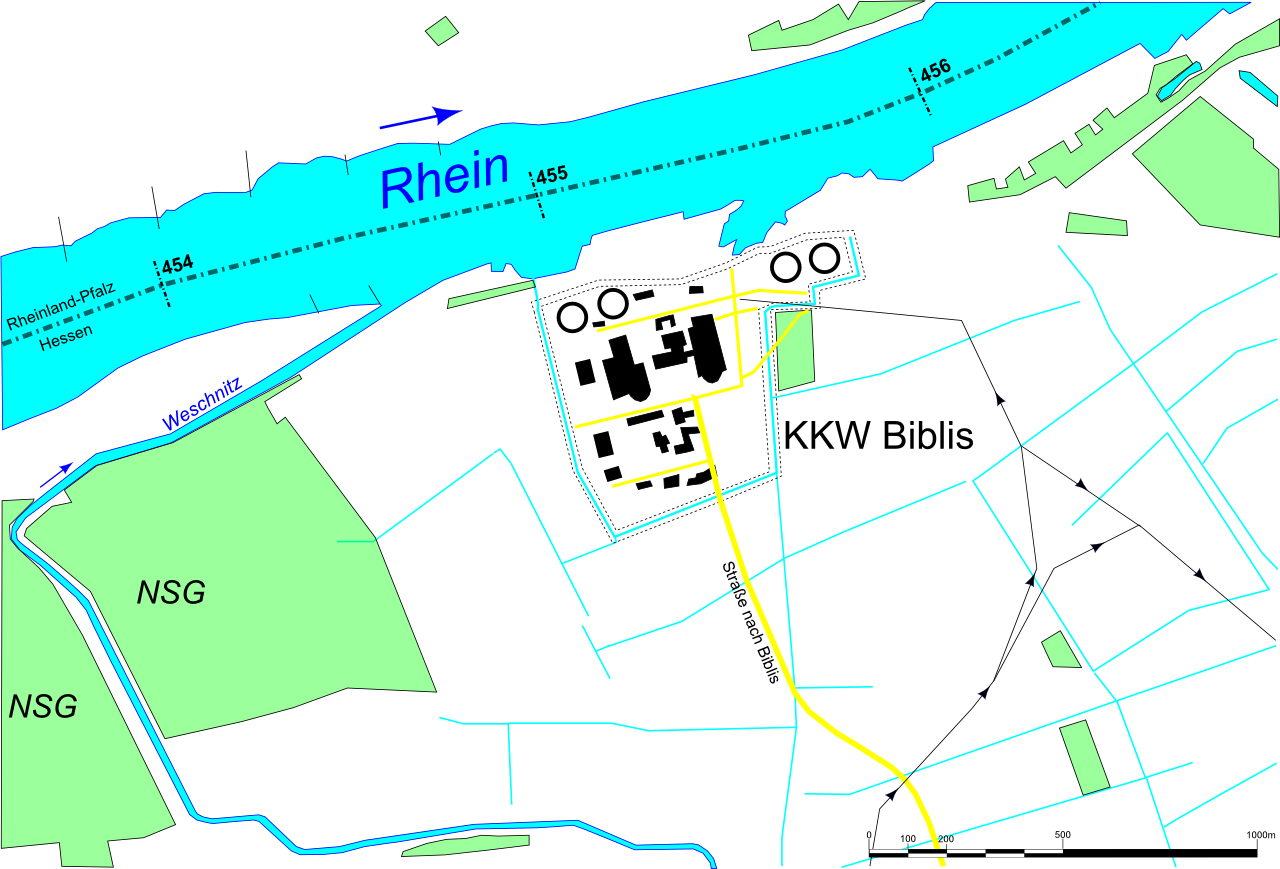
Karte der Mündung der Weschnitz in den Rhein.
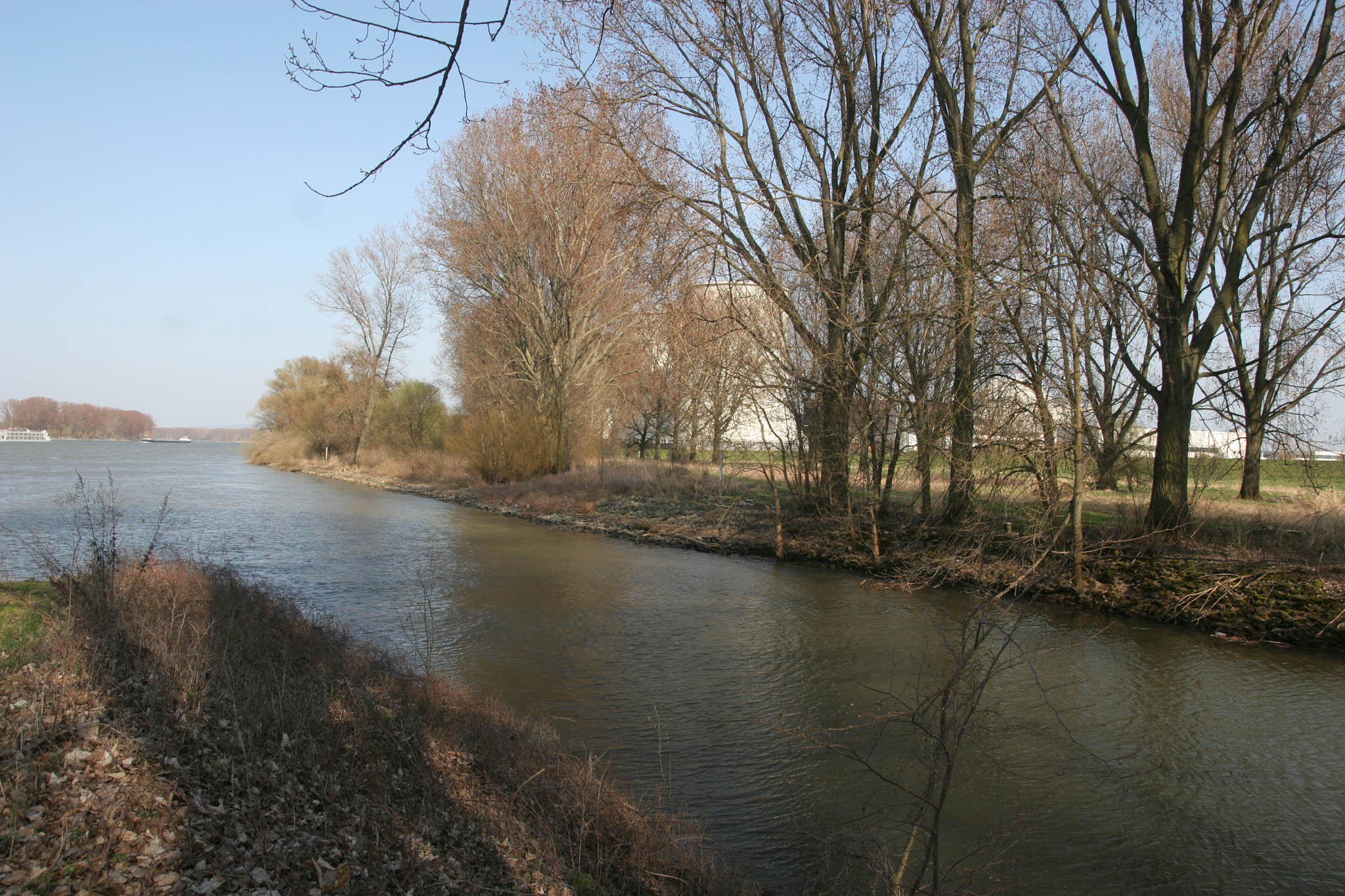
Die Mündung der Weschnitz in den Rhein. Im Hintergrund das KKW Biblis.
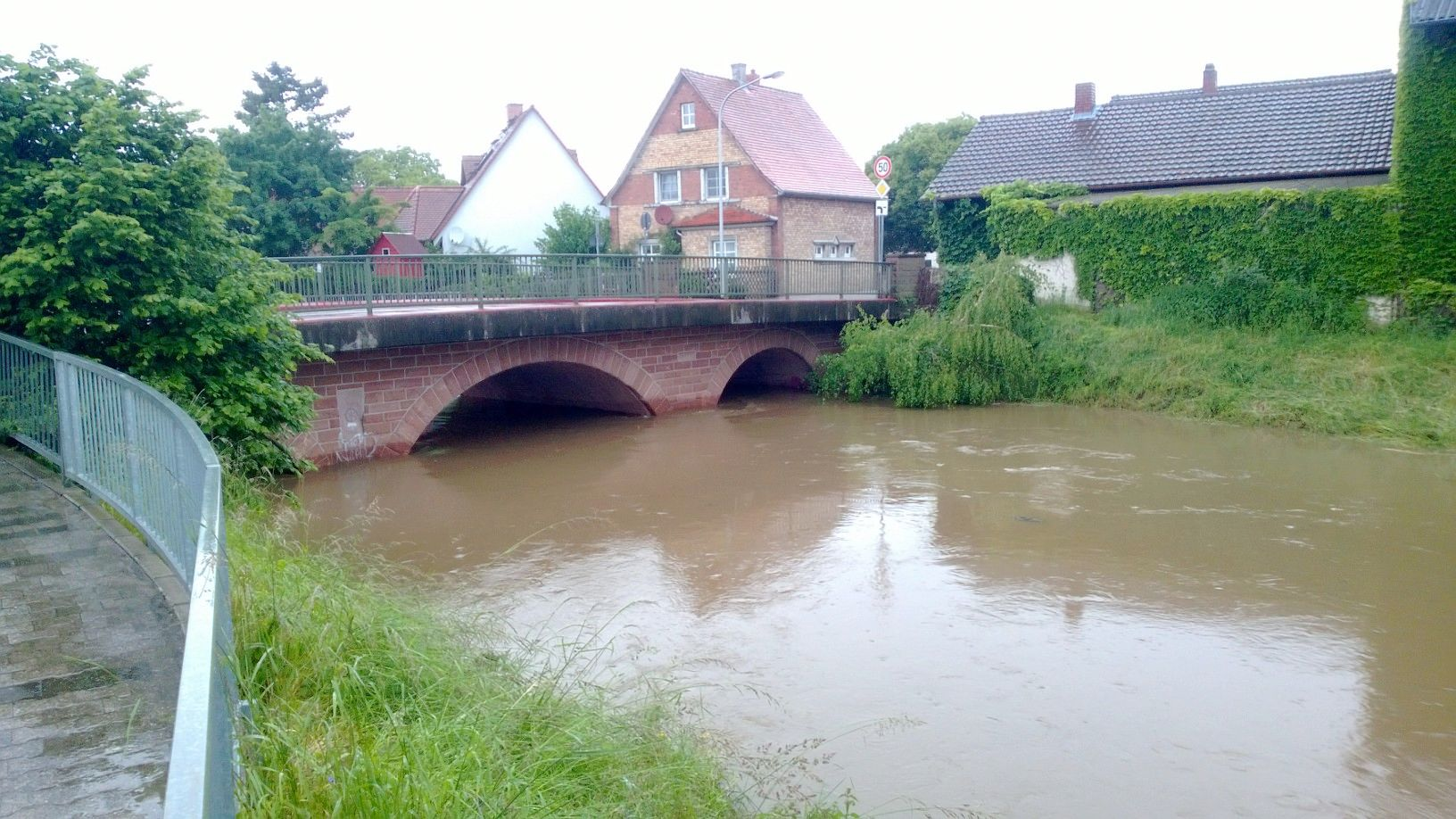
Hochwasser der Weschnitz Mai 2013, Ortsmitte Einhausen
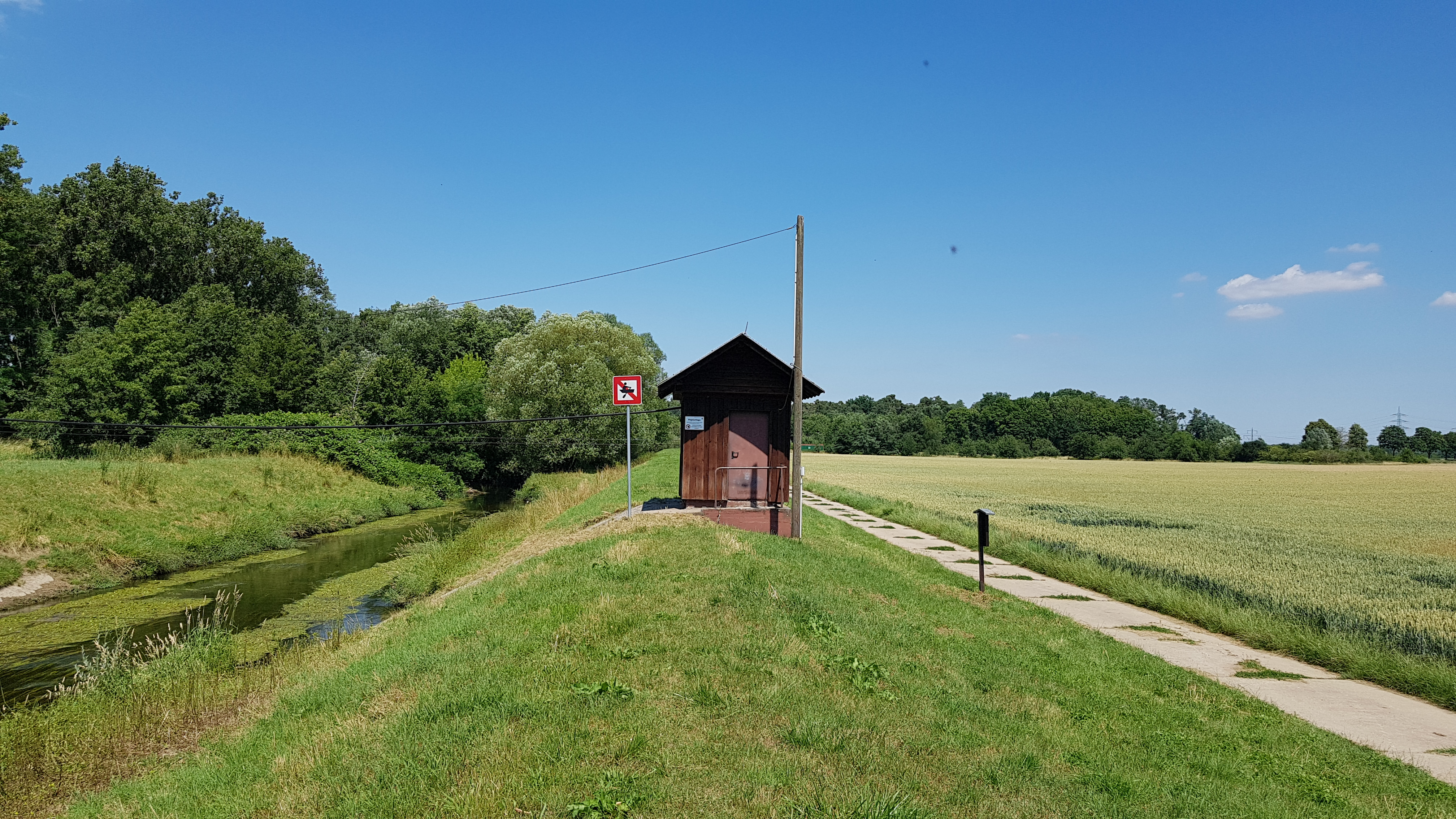
Pegel der Weschnitz bei Lorsch